# Джеффс, Уоррен
Уо́ррен Стид Джеффс (англ. Warren Steed Jeffs) — бывший президент Фундаменталистской церкви Иисуса Христа святых последних дней. В 2011 году был осуждён на пожизненное заключение и 20 лет сверху за два случая изнасилования несовершеннолетних.
Международную известность Джеффс получил в мае 2006 году, когда оказался в списке десяти наиболее разыскиваемых беглецов ФБР за попытку скрыться от правосудия, обвинявшего его в организации браков с несовершеннолетними. Он был арестован в августе того же года в Неваде, после чего согласился участвовать в судебных слушаниях в Юте. В мае и июле 2007 года в Аризоне ему было предъявлено обвинение по восьми дополнительным пунктам, в том числе сексуальных отношениях с несовершеннолетними и инцесте в двух отдельных случаях.
Суд над ним в Юте, который начался в начале сентября 2007 года в Сент-Джордже, длился меньше месяца, и 25 сентября он был осужден по двум пунктам обвинения как соучастник в изнасиловании. 20 ноября 2007 года Джеффс был приговорен к лишению свободы сроком на 10 лет и начал отбывать свой срок в тюрьме штата Юта. Тем не менее, приговор был отменен Верховным судом штата Юта 27 июля 2010 года в связи с неверными данными суда.
Джеффс был экстрадирован из Юты в Техас, где он был признан виновным в сексуальном насилии над несовершеннолетними при отягчающих обстоятельствах в связи с рейдом на фундаменталистское ранчо «Чаяние Сиона» в 2008 году. Суд присяжных, которые совещались менее получаса, приговорил Джеффса к пожизненному заключению плюс 20 лет сверху и $10.000 штрафа за изнасилование 12- и 15-летней девочек.

## Заключение
9 июля 2008 года Джеффс был переведён из тюрьмы в штате Аризона в больницу Невады с, как сообщил шериф, серьезной медицинской проблемой. Шериф округа Мохаве, Том Шиан, не уточнил, какого рода именно медицинская проблема возникла у Джеффса, но сказал, что она достаточно серьезна, чтобы переместить его примерно за 100 миль от регионального медицинского центра Кингмана в больницу Невады.
Джеффс устроил длительную голодовку, которая, как утверждали врачи и адвокаты, была вызвана духовными причинами. В августе 2009 года судья Верховного суда Стив Конн принудил Джеффса к принудительному кормлению. После этого Джеффса кормили через пищеводную трубку. 29 августа 2011 года Джеффс был доставлен в Восточно-техасский медицинский центр в Тайлере, где был госпитализирован в критическом состоянии и введён в медикаментозную кому после чрезмерного поста. Чиновники не были уверены, как долго он пробудет в больнице, но ожидали, что Джеффс выживет.
Джеффс заключен в тюрьму «Louis C. Powledge Unit» Техасского департамента уголовного производства в районе Палестина, штат Техас.
В декабре 2012 года Джеффс предсказал, что конец света наступит ещё до 2013 года и призвал своих последователей готовиться к этому событию.
Во время заключения в Louis C. Powledge Unit, Джеффс написал книгу, содержащую откровения Иисуса Христа, открывшиеся Джеффсу. Книга называется «Послание Иисуса Христа всем народам» и включает в себя несколько директив по освобождению Джеффса.

## Расовая нетерпимость
В 2005 году Южный центр правовой защиты бедноты опубликовал следующее заявление Джеффса:

- Чёрная раса является народом, через который дьявол всегда был в состоянии принести зло на землю.
- [Каин] был проклят черной кожей, и он является отцом негритянского народа. Он имеет большую силу, может появляться и исчезать. Он используется дьяволом, как смертный человек, чтобы делать великие беды.
- Сегодня вы можете увидеть негра с белой женщиной, и так далее. Большое зло случилось на этой земле, потому что дьявол знает, что если все люди имеют негритянскую кровь, не будет никого достойного священства.
- Если вы сочетаетесь браком с человеком, который имеет связи с негром, вы станете проклятым.

Оригинальный текст (англ.)
- The black race is the people through which the devil has always been able to bring evil unto the earth.
- [Cain was] cursed with a black skin and he is the father of the Negro people. He has great power, can appear and disappear. He is used by the devil, as a mortal man, to do great evils.
- Today you can see a black man with a white woman, et cetera. A great evil has happened on this land because the devil knows that if all the people have Negro blood, there will be nobody worthy to have the priesthood.
- If you marry a person who has connections with a Negro, you would become cursed.

## В популярной культуре

### Книги
- Стивен Сингулар Когда люди становятся богами. Книга  о Джеффсе и церкви фундаменталистов, в которой описаны детали восхождения Джеффса, деятельность активистов церкви в Колорадо Сити и Хилдейле.[21]
- Элиза Уолл Украденная невинность. Автобиография бывшего члена церкви, повествующая о её жизни в общине и побеге из неё.[22]
- Брент Джеффс, Миа Салавитц Потерянные мальчики. Автобиография, повествующая об их юности и отношениях с дядей Уорреном.[23]
- Сэм Брауэр Жертва Пророка: Моё семилетнее расследование деятельности Уоррена Джеффса и Фундаменталистской Церкви Святых Последних Дней. Частное расследование бывшего члена общины и его изгнании из неё.[24]
- Дебра Веерман Не отвечайте им ничего: упадок полигамной империи Уоррена Джеффса. Документы об истории церкви, включая роль Джеффса.[25]

### Фильмы и документалистика
- В 2006 году Пауэл Гула и Том Эллиотт спродюсировали документальный фильм Damned to Heaven[26]. Премьера фильма состоялась в Польше на кинофестивале в Кракове. В сентябре 2007 года фильм был показан в Соединённых Штатах на Temecula Valley International Film Festival, где получил награду в категории лучший документальный фильм. В фильме рассмотрена практика многожёнства, и включает в себя 20 минут речи-учения Джеффса.
- Документальный фильм Banking on Heaven был снят в 2006 году. В нём обнародованы документы Джеффса и церкви в Колорадо Сити, Аризона.
- 19 июля 2006 года на британском канале Channel 4 стартовала документальная передача Мужчина, у которого 80 жён.
- 9 апреля 2012 года National Geographic Channel выпустил в эфир 45-минутный документальный фильм Я ушёл из культа, рассказывающий о жизни бывших членом церкви. Героем одной из историй стал племянник Джеффса, Брент Джеффс.[27]
- 28 июня 2014 года Lifetime выпустил в эфир фильм под названием Outlaw Prophet: Warren Jeffs, адаптацию книги When Men Become Gods.[28][29]
- 8 июня 2022 года на стриминговом сервисе Netflix вышел документальный мини-сериал из 4-ёх эпизодов Покоритесь и молитесь, основанный на интервью бывших последователей ФСПД